# TRIM55
TRIM55‏ (Tripartite motif containing 55) هوَ بروتين يُشَفر بواسطة جين TRIM55 في الإنسان.